# Annoire
Annoire ist eine  französische Gemeinde mit 423 Einwohnern (Stand 1. Januar 2022) im Département Jura in der Region Bourgogne-Franche-Comté. Sie gehört zum Arrondissement Dole und zum Kanton Tavaux. Annoire ist Mitglied im Gemeindeverband Plaine Jurassienne.

## Geographie
Annoire ist die westlichste Gemeinde des Départements Jura. Sie liegt rund 22 Kilometer südwestlich der Arrondissement-Hauptstadt Dole an der Grenze zu den benachbarten Départements Saône-et-Loire und Côte-d’Or. Die Nachbargemeinden sind im Norden Saint-Loup, im Nordosten Chemin, im Südosten Petit-Noir, im Süden Fretterans (Département Saône-et-Loire), im Südwesten Lays-sur-le-Doubs (Département Saône-et-Loire), im Westen Pourlans (Département Saône-et-Loire) und im Nordwesten Bousselange (Département Côte-d’Or).
Im Süden der Gemeinde verläuft der Fluss Doubs, an der westlichen Gemeindegrenze sein Nebenfluss Sablonne.

## Bevölkerungsentwicklung
| Jahr                       | 1962 | 1968 | 1975 | 1982 | 1990 | 1999 | 2008 | 2018 |
| Einwohner                  | 524  | 490  | 426  | 439  | 401  | 411  | 405  | 392  |
| Quellen: Cassini und INSEE |      |      |      |      |      |      |      |      |

## Sehenswürdigkeiten
- Kirche Saint-Albin
- Ausgrabungsstätte einer frühmittelalterlichen Erdhügelburg – Monument historique[1]

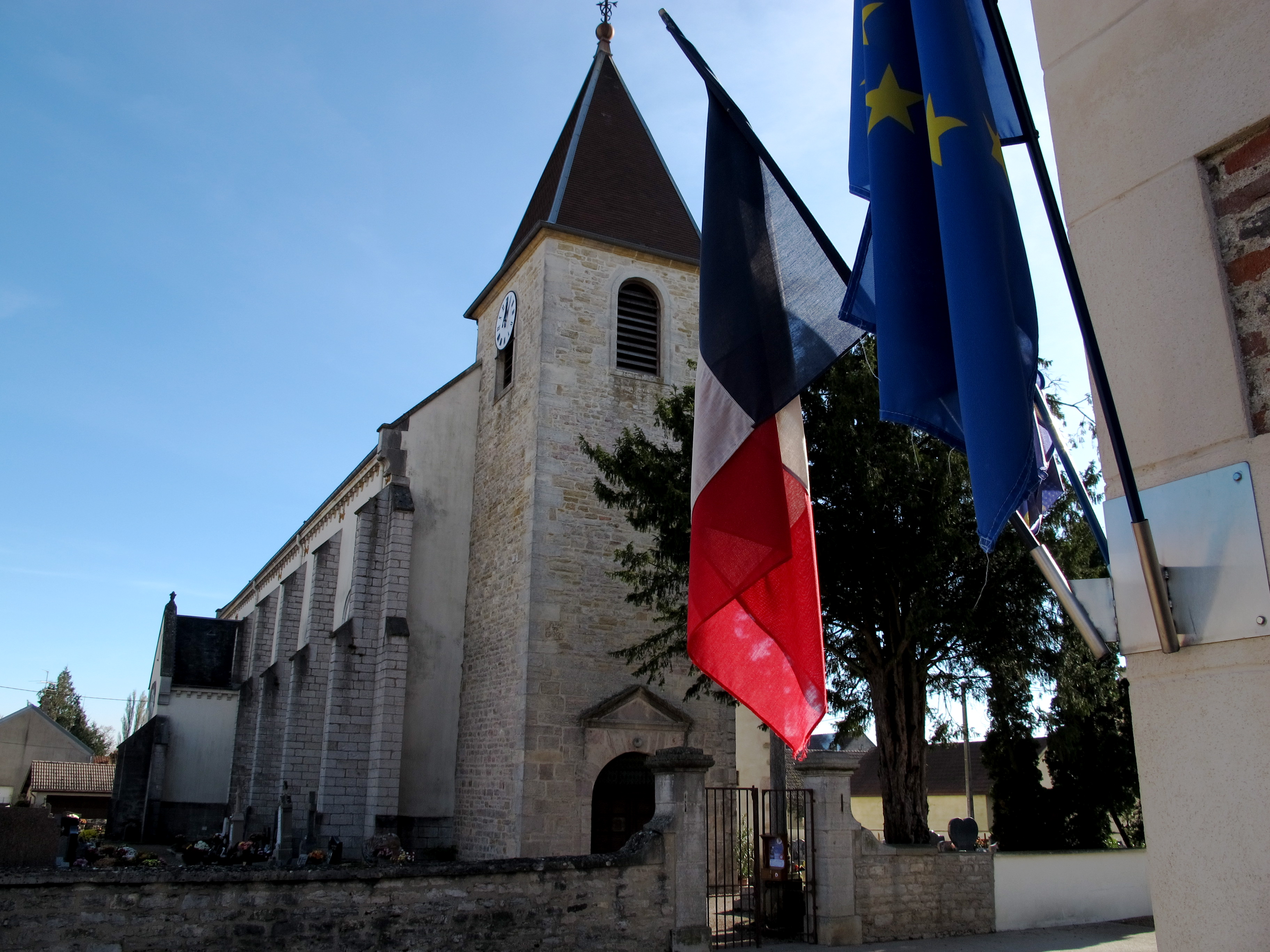
Kirche Saint-Albin